# Český Dub
Český Dub là một thị trấn thuộc huyện Liberec, vùng Liberecký, Cộng hòa Séc.